# Metodo MCSCF
Il metodo MCSCF, dall'inglese Multi-Configurational Self-Consistent Field, in italiano Campo Auto-Coerente Multi-Configurazionale, è un metodo post-Hartree-Fock utilizzato in chimica quantistica nel calcolo computazionale. Prevede l'utilizzo di una combinazione lineare di funzioni di configurazione di stato (CSF), combinazioni lineare di determinanti di Slater con simmetria adattata, per calcolare tramite approssimazione la funzione d'onda elettronica associata ad un sistema atomico o molecolare.
In un calcolo MCSCF si ottimizzano variazionalmente sia i coefficienti dei CSF sia i coefficienti degli orbitali molecolari che costituiscono ogni determinante. L'ottimizzazione dei coefficienti dei CSF può essere realizzata simultaneamente o in uno stadio distinto dopo ogni perfezionamento degli orbitali molecolari. Al contrario dei metodi CI, MCSCF non è lineare e dunque le sue equazioni devono essere risolte iterativamente.

## Il metodo
Un semplice esempio dell'applicazione di MCSCF riguarda il caso della molecola di idrogeno (H2) in cui si usi come basis set una doppia zeta (base con orbitali rappresentati da due contrazioni differenti) e come funzione d'onda la combinazione lineare di sole due configurazioni. Impiegare un basis set doppia zeta significa usare due funzioni monoelettroniche ({\displaystyle \chi _{1}} e {\displaystyle \chi _{2}}) per rappresentare ognuno degli orbitali occupati secondo la semplice teoria della valenza. In questo caso si avranno quindi due funzioni per ognuno dei due orbitali 1s, complessivamente 4 funzioni monoelettroniche, due centrate sull'atomo A, due centrate sull'atomo B {\displaystyle \chi _{1A}}, {\displaystyle \chi _{2A}}, {\displaystyle \chi _{1B}}, {\displaystyle \chi _{2B}}. Dai quattro orbitali atomici si otterranno 4 orbitali molecolari, ognuno di forma
{\displaystyle \phi _{i}=N_{i}(c_{1Ai}\chi _{1A}+c_{2Ai}\chi _{2A}+c_{1Bi}\chi _{1B}+c_{2Bi}\chi _{2B})} con i = 1,2,3,4
La funzione d'onda MCSCF, come la funzione d'onda CI, è una combinazione lineare delle configurazioni che si possono ottenere da un dato set di orbitali molecolari. In questo esempio vengono usate solo due configurazioni, {\displaystyle \Phi _{1}} e {\displaystyle \Phi _{2}}, quindi la funzione d'onda sarà
{\displaystyle \Psi _{MCSCF}=C_{1}\Phi _{1}+C_{2}\Phi _{2}}
{\displaystyle \Psi _{1}} è la configurazione in cui l'orbitale a più bassa energia ({\displaystyle \phi _{1}}) è doppiamente occupato e {\displaystyle \Psi _{2}} è la configurazione in cui il LUMO ({\displaystyle \phi _{2}}) è doppiamente occupato. Queste sono le due configurazioni di singoletto a più bassa energia e si può quindi supporre che siano le più importanti per descrivere lo stato fondamentale.
Il calcolo MCSCF consiste nell'ottimizzazione variazionale sia dei coefficienti {\displaystyle C_{1}} e {\displaystyle C_{2}} delle configurazioni, sia dei coefficienti {\displaystyle c_{1A1}} {\displaystyle c_{2A1}}, {\displaystyle c_{1B1}}, {\displaystyle c_{2B1}}, {\displaystyle c_{1A2}}, {\displaystyle c_{2A2}}, {\displaystyle c_{1B2}}, {\displaystyle c_{2B2}} degli orbitali molecolari. Da notare che i rapporti {\displaystyle c_{1Ai}}/{\displaystyle c_{1Bi}} e {\displaystyle c_{2Ai}}/{\displaystyle c_{2Bi}} sono già fissati uguali a 1 o -1 per questioni di simmetria (stiamo trattando una molecola biatomica omonucleare), l'ottimizzazione MCSCF riguarda quindi solo il rapporto {\displaystyle c_{1Ai}}/{\displaystyle c_{2Ai}} = ± {\displaystyle c_{2Bi}}/{\displaystyle c_{2Bi}}.
L'ottimizzazione simultanea dei coefficienti delle configurazioni e degli orbitali molecolari comporta problemi di convergenza e un elevato costo computazionale. D'altra parte è in grado di fornire risultati accurati su tutta la superficie di energia potenziale. Rimanendo all'esempio esposto sopra, se si confronta il risultato MCSCF con il risultato CI, in cui si impieghino le due stesse configurazioni
{\displaystyle \Psi _{CI}=C_{1}\Phi _{1}+C_{2}\Phi _{2}}
ma in cui i coefficienti degli orbitali molecolari sono quelli fissati dal calcolo Hartree-Fock, si trova che l'energia di correlazione ottenuta con MCSCF è più che doppia rispetto al calcolo CI.

## Complete Active Space Self-Consistent Field (CASSCF)
Una variante MCSCF molto importante è rappresentata dall'approccio complete active space, dove la combinazione lineare di funzioni di configurazione di stato include tutte quelle ottenibili a partire da un dato numero di elettroni in un dato numero di orbitali. Ad esempio, si può applicare il metodo CASSCF(11,8) all'ossido di azoto NO rappresentandolo come un sistema a 11 elettroni di valenza (5 di N e 6 di O) distribuiti fra tutte le configurazioni che possono essere costruite da 8 (4 + 4) orbitali molecolari.